# Cyrtandra graeffei
Cyrtandra graeffei är en tvåhjärtbladig växtart som beskrevs av Charles Baron Clarke. Cyrtandra graeffei ingår i släktet Cyrtandra och familjen Gesneriaceae. Inga underarter finns listade i Catalogue of Life.